# ایبلین
ایبلین (به لاتین: Yibin) یک شهر مرکزی در جمهوری خلق چین است که در سیچوآن واقع شده‌است.

## خصوصیات
ایبلین ۱۳٬۲۹۳٫۸۹ کیلومترمربع مساحت و ۴٬۴۷۱٬۸۹۶ نفر جمعیت دارد و ۳۲۱ متر بالاتر از سطح دریا واقع شده‌است.